# A Moça do Sobrado Grande
A Moça do Sobrado Grande foi uma telenovela brasileira produzida e exibida pela TV Jornal do Commercio, do Recife – na época afiliada da Band – entre 6 de fevereiro e 25 de junho de 1967, em 95 capítulos. Na sequência foi transmitida na própria Band entre 24 de julho de 1967 e 8 de dezembro de 1967, às 20h, substituindo Os Miseráveis e sendo substituída por Ricardinho: Sou Criança, Quero Viver. Escrita por Semíramis Alves Teixeira e dirigida por Jorge José Santana, destaca-se como a primeira novela na televisão brasileira a usar cenas externas.

## Produção
Em 1960, o Recife iniciou uma produção pioneira de novelas fora do circuito São Paulo–Rio de Janeiro, trazendo temáticas nordestinas inéditas e a abertura do mercado para o elenco regional. A primeira novela foi O Ruído do Silêncio, na TV Rádio Clube, que trouxe na sequência outros sucessos como Canção do Fugitivo, Sublime Mentira e O Diário de Anne Frank. Em 1963 a TV Jornal entrou na concorrência e passou também a produzir novelas como Nobreza de um Canalha e Um Dia Talvez, escritas por Weber Carvalho, e Senhora de Engenho, Leonor, A Inesquecível, Coração em Revolta e Amor de Colegial, escritas por Alberto Lopes, todas essas dirigidas por Jorge José Santana.
Em 1967 Semíramis Alves Teixeira escreveu A Moça do Sobrado Grande, que seria o maior sucesso do canal, liderando a audiência. Carmem Peixoto, José Pimentel e Jones Melo, que na época já eram grandes estrelas do estado, foram convocados como os protagonistas. Foi a primeira a usar cenas externas na televisão brasileira, antes mesmo das novelas da TV Tupi.

## Enredo
Narra os conflitos políticos no final do século 19 que levaram à modernização do Recife e à decadência dos coronéis. No meio disso Laura é uma moça solitária, mantida pelo pai no casarão da família sem poder sair de casa, que desperta o amor de dois homens: Carlos e Roberto.

## Elenco
| Ator/Atriz     | Personagem        |
| -------------- | ----------------- |
| Carmem Peixoto | Laura Azambuja    |
| José Pimentel  | Carlos            |
| Jones Melo     | Roberto           |
| Lúcio Mauro    | Coronel Bertolini |
| Roberto Ney    | Coronel Azambuja  |
| Linda Maria    | Adelaide          |
| Paulo Ribeiro  | Cardoso           |
| Walter Mendes  | Luiz Antônio      |
| Carol Andrade  | Alice             |